# 勒普莱西布沙尔
勒普莱西布沙尔（法語：Le Plessis-Bouchard，法語發音：[lə plɛsi buʃaʁ] ⓘ）是法国法兰西岛大区瓦兹河谷省的一个市镇，位于该省中部，属于蓬图瓦兹区。

## 地理
勒普莱西布沙尔（49°0'10"N, 2°14'12"E）面积2.69 平方千米，位于法国法蘭西島大區瓦兹河谷省，该省份为法国北部内陆省份，北起瓦兹省，西接厄尔省，南至塞纳-圣但尼省、上塞纳省和伊夫林省，东临塞纳-马恩省。
与勒普莱西布沙尔接壤的市镇（或旧市镇、城区）包括：圣勒拉福雷、弗朗孔维尔、埃尔蒙、塔韦尼。

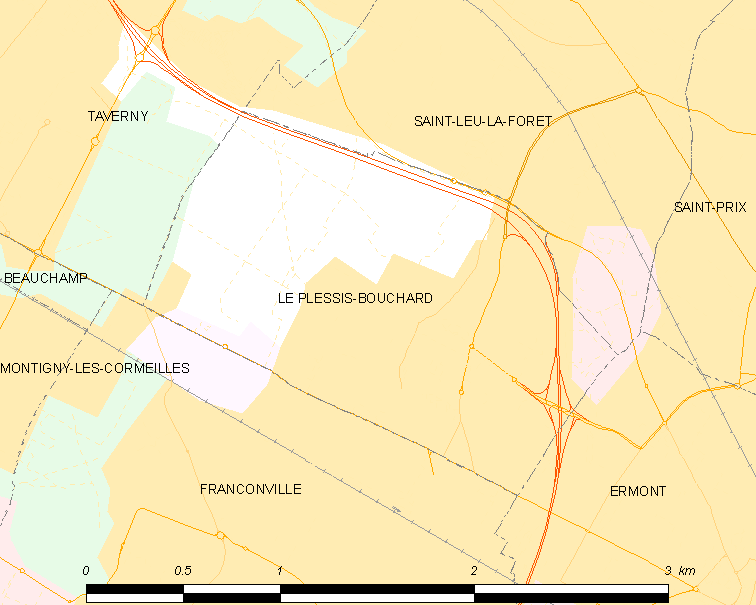
勒普莱西布沙尔的OSM定位图

勒普莱西布沙尔的时区为UTC+01:00、UTC+02:00（夏令时）。

## 行政
勒普莱西布沙尔的邮政编码为95130，INSEE市镇编码为95491。

## 政治
勒普莱西布沙尔所属的省级选区为多蒙县。

## 人口

1962-2008年间勒普莱西布沙尔人口变化图示

勒普莱西布沙尔于2022年1月1日时的人口数量为8333人。